# Xã Clear Creek, Quận Johnson, Iowa
Xã Clear Creek (tiếng Anh: Clear Creek Township) là một xã thuộc quận Johnson, tiểu bang Iowa, Hoa Kỳ. Năm 2010, dân số của xã này là 5.294 người.